# Keysight
Keysight Technologies, o Keysight, és una empresa nord-americana que fabrica equips i programari d'assaig i mesura d'electrònica. El nom és una barreja de clau i visió.
Els productes de Keysight inclouen maquinari i programari per a instruments de sobretaula, modulars i de camp. Els instruments inclouen oscil·loscopis, multímetres, analitzadors lògics, generadors de senyals, analitzadors d'espectre, analitzadors de xarxes vectorials, microscopis de força atòmica (AFM), inspecció òptica automatitzada, inspecció de raigs X automatitzada (5DX), provadors en circuit, fonts d'alimentació, làsers ajustables, mesuradors de potència òptica, mesuradors de longitud d'ona, convertidors electro-òptics, analitzadors de modulació òptica i eines de mà. A més, produeix programari d'automatització del disseny electrònic (EDA) (divisió EEsof). Serveix principalment a les indústries de telecomunicacions, aeroespacial/defensa, industrial, informàtica i semiconductors.

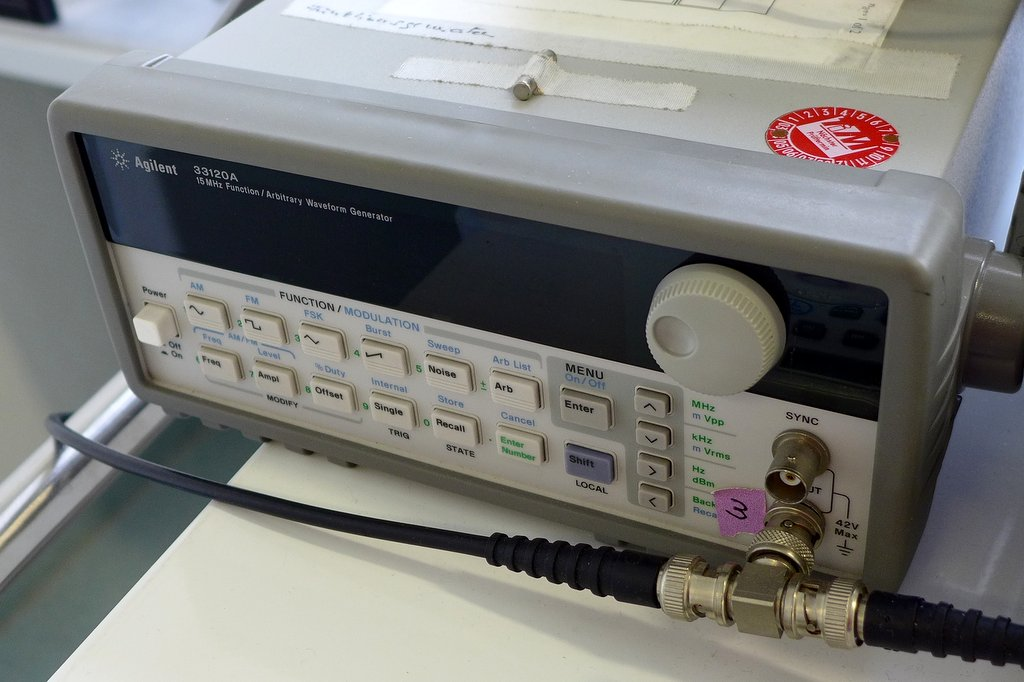
Exemple d'instrument de mesura